# SPY (槇原敬之の曲)
「SPY」（スパイ）は、1994年8月25日に発売された槇原敬之の12枚目のシングル。発売元はwea JAPAN（後のワーナーミュージック・ジャパン）。

## 解説
TBS系ドラマ『男嫌い』の主題歌。
2012年、槇原が書き下ろした鈴木雅之のシングル「THE CODE 〜暗号〜」のカップリング及びアルバム「DISCOVER JAPAN DX」に、カバー・ヴァージョン収録。
カップリング曲「キミノテノヒラ」は、オリジナル・アルバム未収録。2013年ベスト・アルバム、『春うた、夏うた。〜どんなときも。』に収録。
オリコンによる累計売上枚数は86.6万枚。通算3作目の1位獲得。2021年現在CD最後の1位獲得。

## 収録曲
全作詞・作曲・編曲：槇原敬之
1. SPY
2. キミノテノヒラ
3. SPY （オリジナル・カラオケ）